# Abdul Hafiz Ghoga
Abdul Hafiz Ghoga (ook Abdelhafed Abdelkader Ghoga, AbdelHafez Gogha of Abdel-Hafiz Ghoga) (Arabisch: عبد الحافظ غوقة) is een Libische politicus en advocaat, gespecialiseerd in mensenrechten. Samen met Mustafa Mohammed Abud al-Jeleil en Mahmoud Jibril bestuurde hij van 2011 tot 2012 de Nationale Overgangsraad en dus ook Libië.
Op 27 februari 2011 werd hij verkozen als ondervoorzitter en woordvoerder van de nationale raad, waarvan het doel volgens hem was om een politiek gezicht aan de opstanden te geven.
Op 20 maart 2011 gaf Ghoga kritiek op de secretaris-generaal van de Arabische Liga, Amr Moussa, die bezwaar had tegen de Libische no-flyzone. Goga antwoordde op diens bezwaren: "Vandaag was ik verbaasd toen de secretaris-generaal sprak. Waarmee wilt u de uitroeiing van het Libische volk stoppen, waarmee, meneer de secretaris generaal? Als de bescherming van burgers geen humanitaire plicht is, wat stelt u dan voor voor ons?"
Het is geen puinhoop in Libië behalve daar waar het regime nog aan de macht is.— Hafiz Ghoga - Time
Toen de nationale raad overging naar een volwaardige overgangsregering, de Nationale Overgangsraad, werd Ghoga benoemd als vicepresident, terwijl
ex-minister van Justitie, Mustafa Abud al-Jeleil de voorzitter werd.
Eind 2011 namen de spanningen in Libië tussen de Overgangsraad en verschillende milities en groeperingen toe. De overgangsregering werd gewantrouwd omdat sommige leden prominenten waren geweest onder Moammar al-Qadhafii. Daartegenover was de eigenrichting van de milities en de marteling van gevangen niet aanvaardbaar voor de overgangsraad. In dit spanningsveld reisde Ghoga op 19 januari 2012 naar Benghazi om met opstandige studenten te spreken. Daar werd hij aangevallen en uitgescholden. Op 22 januari maakte hij zijn aftreden bekend.